# Profecía (banda)

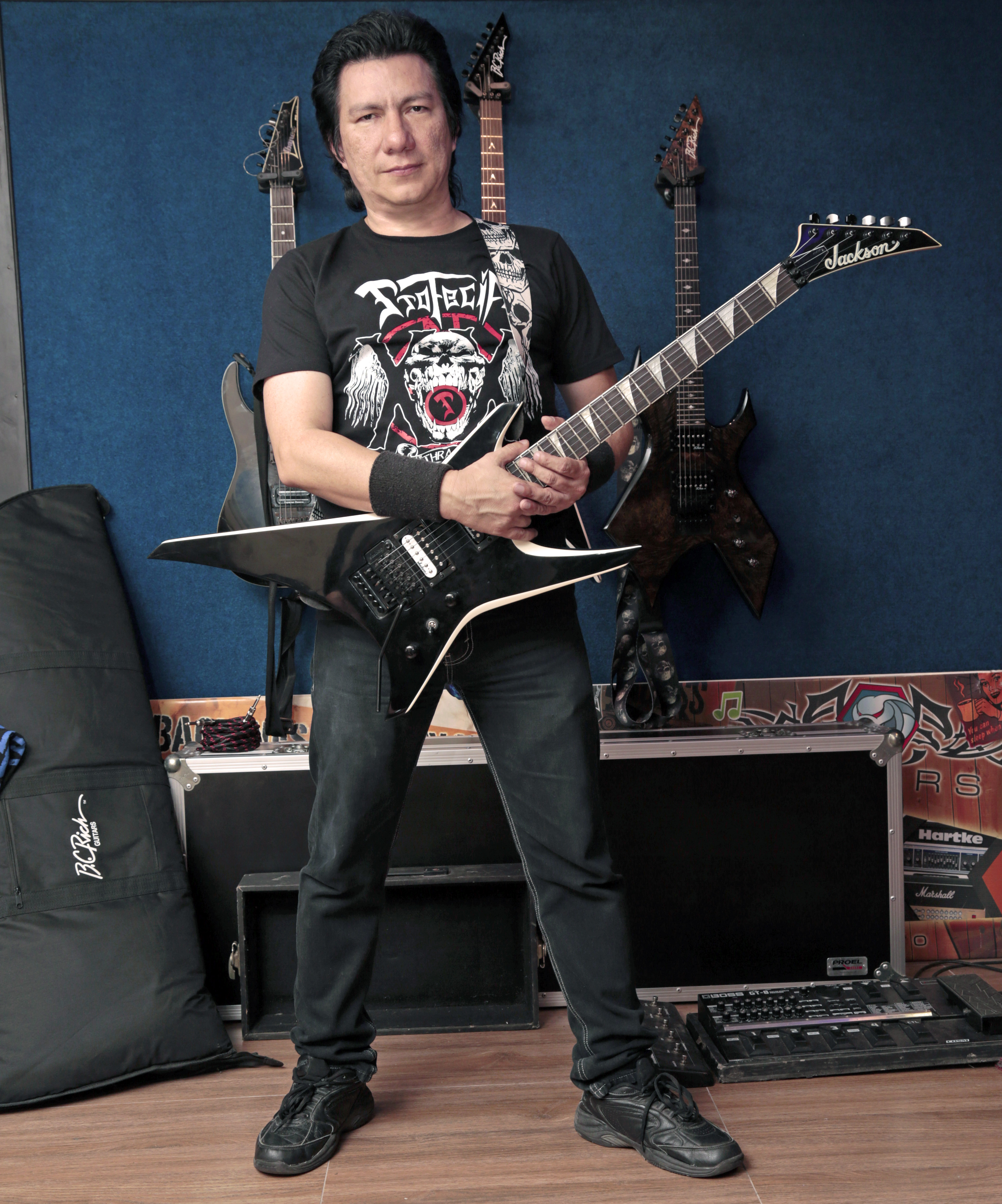
Erick Alava

Profecía es una banda ecuatoriana de thrash metal formada teóricamente en 1991 por Erick Alava, pero funcionó realmente desde 1994 en la ciudad de Guayaquil, Ecuador.

## Historia
La banda se inició como un proyecto en el año de 1991 en el norte de la ciudad de Guayaquil en una ciudadela de nombre Brisas del Río, pero no fue hasta finales de 1993 en que el grupo, luego de algunos cambios, comenzó verdaderamente a funcionar con Erick Alava (Voz y Guitarra), Johnny Reyes (Guitarra), Xavier Muñoz (Bajo) y Jimmy Naranjo (Batería), centrándose en un estilo Thrash - Death Metal con líricas sociales, futuristas y apocalípticas siendo su debut el 13 de agosto de 1994. 

En febrero de 1997 entran a grabar lo que sería su primer demo tape titulado Anunciantes del Final grabado en Zodiaco Records, que también fue lanzado en formato de CD, lo que los hizo darse a conocer en la escena underground local. 

En julio de 1999 plasman lo que sería su segundo trabajo …Hacia el Armagedón bajo el sello de Brutalidad Total, con la nueva alineación que incluía a Roberto Portilla en la batería y a Frankie Alava en el bajo.  El sábado 14 de agosto de 1999 en Guayaquil lo lanzan oficialmente y obtienen varias presentaciones en lo posterior.
A comienzos del 2002 se lanzó un Split cassette con la banda argentina Zoofilia con el nombre Rompiendo el Silencio, en donde ambas exponen 5 de sus canciones.
EL 18 de julio de 2003 se realizó el concierto de lanzamiento de su tercer disco junto con la banda peruana Black Angel, El CD VII veces VII fue lanzado oficialmente al mercado nacional y extranjero en septiembre del 2003, bajo los sellos Brutalidad Total y Black Castle de U.S.A. 
El 15 de agosto de 2009 se realizó el concierto por los 15 años de trayectoria, donde se lanzó un EP con 4 temas y 2 videoclips, en esta presentación contaban ya con su nuevo bajista Israel Montesdeoca.  Luego se lanzó el DVD XV Años de Puro Metal, un trabajo antológico, bajo el sello independiente Eralsa Prods.
Ya en el 2010 se lanzó el CD compilado Anunciantes Del Armagedón que son sus 2 primeros trabajos en un solo disco, en sus versiones originales. 

En el año 2012, se lanzó el EP Código Marfil, grabación que contó con Billy Alvear como nuevo integrante en el bajo, ese mismo año se celebró los 19 años de trayectoria junto a la banda peruana Mudra. 

El 8 de noviembre se lanza oficialmente bajo el sello Eralsa Prods., el nuevo álbum con el nombre de Oro Negro en el festival Noviembre Negro en la explanada del MAAC y se lo refuerza en la capital en el Festival Anual de la Concha Acústica el 31 de diciembre del 2014. 

Para mediados del 2016 se lanza un 4 Way Split con el sello Pagan Legacy con el nombre Desde las Tinieblas se Exxecutor la Profecía Apócrypha, donde Profecía interviene con 4 temas y comparte con las bandas Exxecutor de México, Apócrypha de Argentina y Tinieblas de Venezuela.

El sábado 18 de noviembre del 2017, lanzan su nuevo trabajo Thrash Hasta la Muerte (Rarezas y Lados B), bajo el sello Brutalidad Total, disco que contenía 3 temas nuevos y canciones clásicas en otras versiones.
En aquel festival participaron los nuevos integrantes Andrés Mendoza en el bajo y David Palacios en la batería. 
En septiembre del 2018, celebran los 15 años de su disco VII Veces VII en el festival Headbangers Attack IV, este evento fue grabado y este material se usaría para un futuro trabajo en vivo, participaron varios músicos invitados, entre ellos Cristhian Ilvis, considerado por la banda como su quinto integrante, ya que ha colaborado en vivo con su voz en varios eventos y con sus líricas en algunas canciones de la banda. 
Para febrero del año 2019 lanzaron un nuevo sencillo con el nombre de Electrificante grabado en Symphony Recs. por su 9.º aniversario y en mayo del mismo año lanzan su nuevo trabajo en directo con el nombre de Pateando Cabezas! En Vivo, una coproducción con el sello colombiano Green Revolutions Prods. y Eralsa Prods. 

En el 2019, ya con su nuevo baterista Byron Alvarado, fueron seleccionados para telonear en la capital a la banda Slayer el 27 de septiembre de 2019. 

El  7 de abril de 2020 se lanzó el CD de descarga gratuita con el material que la banda tenía grabado de su concierto de su disco VII Veces VII, al cual se lo bautizó con el nombre de VII Vivo VII (Con Invitados Especiales) bajo la campaña #QuédateEnCasa, liberando  también por aquella época en las redes, la grabación del concierto Rockmiñawi XXII .  que se dio en Quito antes de la pandemia. Un mes después se lanzó un Split de descarga con la participación de Profecía con 2 bandas más, Tinieblas de Venezuela y Hermes de México, con el nombre de Los Thrashcerberos. Los mismos trabajos se lanzaron en formato casete en abril de 2021 bajo el sello de Brutalidad Total y Eralsa Prods.
Profecía ha compartido escenarios con bandas internacionales como Slayer, D.R.I., Mortal Sin, Torture Squad, Malón, Master, Transmetal, Tren Loco, Khafra, Fleshless, Ascendancy, entre otros.

## Formación actual

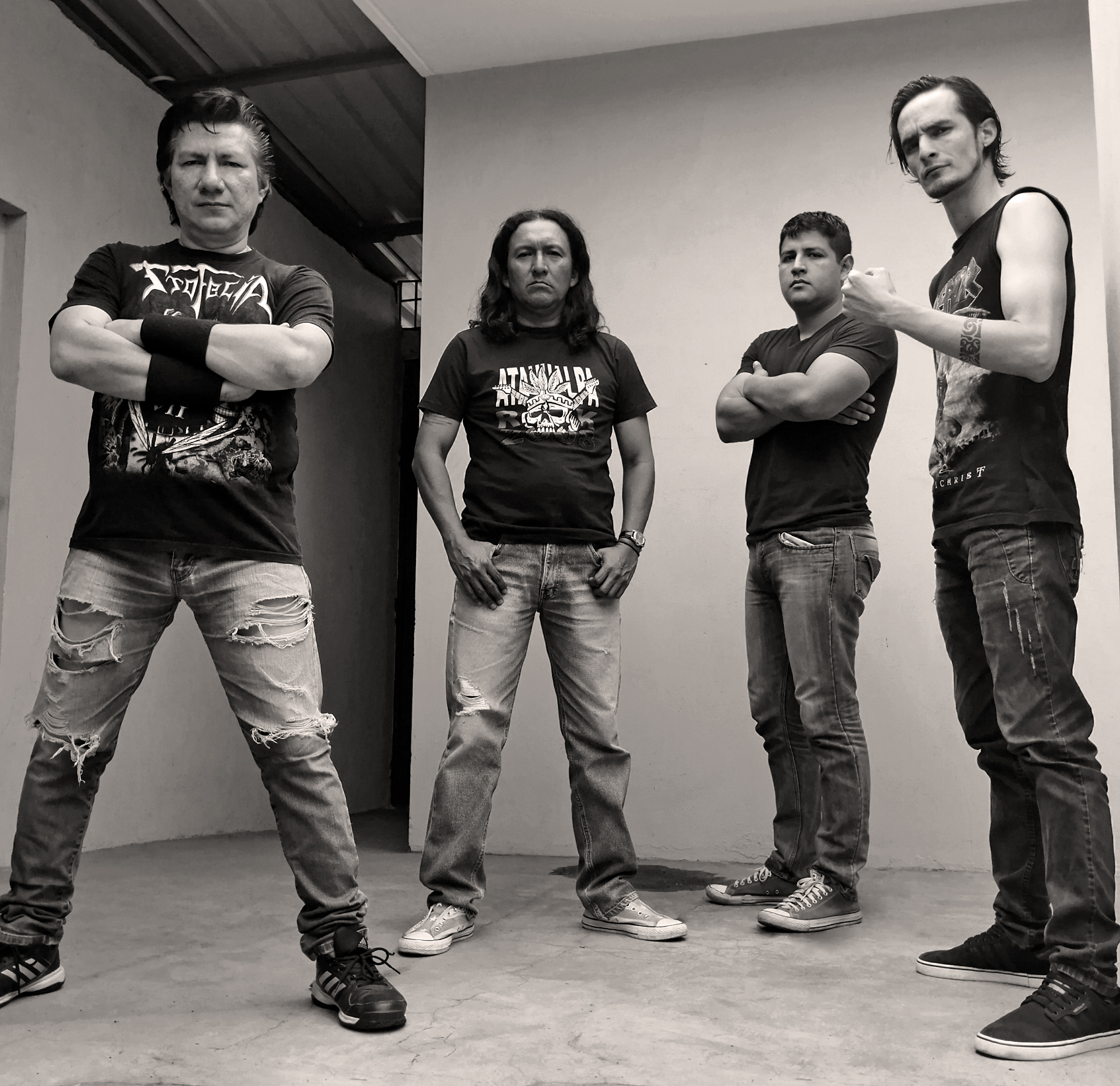
Profecía: Alineación actual

Actualmente la banda está conformada por los siguientes integrantes:
- Erick Alava, Guitarra y voz principal.
- Johnny Reyes, Guitarras.
- Andrés Mendoza, Bajo y coros.
- Byron Alvarado, Batería.

### Miembros anteriores
- David “Cheíto” Palacios, Batería
- Roberto Portilla, Batería
- Billy Alvear, Bajo y coros
- Israel Montesdeoca, Bajo
- Frankie Alava, Bajo
- Xavier Muñoz, Bajo
- Jimmy Naranjo, Batería
- Giovanni Cruz, Batería
- Omar Paz, Bajo

## Discografía
- 1997: Anunciantes del Final
- 1999: …Hacia el Armagedón
- 2003: VII Veces VII
- 2010: Anunciantes del Armagedón
- 2014: Oro Negro

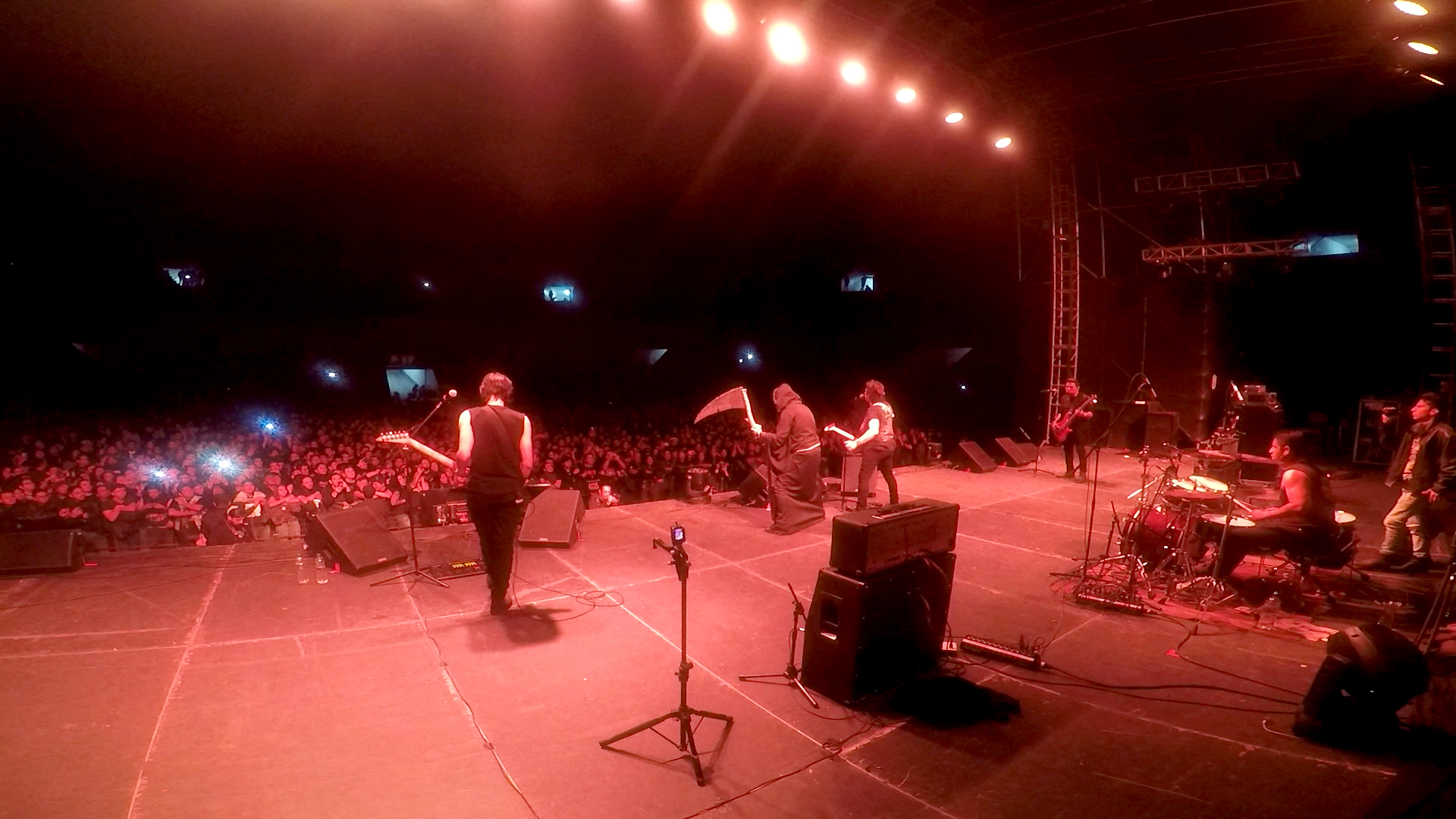
Profecía teloneando a Slayer.

- 2017: Thrash Hasta la Muerte (Rarezas & Lados B)

### Álbumes en Vivo
- 2019: Pateando Cabezas! En Vivo
- 2020: VII Vivo VII

### Sencillos & EPs
- 2009: XV Años de Puro Metal (EP)
- 2012: Código Marfil (EP)
- 2019: Electrificante (Sencillo)

### Splits
- 2001: Rompiendo el Silencio
- 2016: Desde las Tinieblas se Exxecutor la Profecía Apócrypha
- 2020: Los ThrashCerberos

### DVD
- 2009: XV Años de Puro Metal

## Álbumes recopilatorios
- 2001 Metal Shock Vol 1.
- 2003 Born of the Night (USA)
- 2003 Nivel Extremo Vol.1
- 2005 The Dammed of the Castle
- 2010 Ecuador Brutal Vol.1
- 2019 True Metal Subversion – Ecuador Edition